# Oliinîkî, Koriukivka
Oliinîkî (în ucraineană Олійники) este un sat în comuna Reimentarivka din raionul Koriukivka, regiunea Cernihiv, Ucraina.

## Demografie
Componența lingvistică a localității Oliinîkî
     Ucraineană (95,08%)
     Rusă (4,92%)
Conform recensământului din 2001, majoritatea populației localității Oliinîkî era vorbitoare de ucraineană (95,08%), existând în minoritate și vorbitori de rusă (4,92%).